# Larissa Savkina
Larissa Mikhaïlovna Savkina (russe : Лариса Михайловна Савкина, épouse Berkova), née le 8 février 1955 à Roustavi (RSS de Géorgie), est une handballeuse soviétique des années 1980.

## Carrière
Larissa Savkina a joué toute sa carrière à l'Avtomobilist Bakou, en Azerbaïdjan, club avec lequel elle termine à plusieurs reprises sur le podium du Championnat d'URSS et remporte la Coupe d'Europe de l'IHF (C3) en 1983. 
Elle est sélectionnée en équipe nationale soviétique, en étant notamment sacrée championne olympique en 1980.

## Palmarès
Jeux olympiques
- Championne olympique en 1980 à Moscou